# 夏特柯尔克孜族乡
夏特柯尔克孜族乡（維吾爾語：شوتا قىرغىز يېزا‎）是中华人民共和国新疆维吾尔自治区伊犁哈萨克自治州昭苏县下辖的一个民族乡。蒙古语中称为“沙图阿满”，是阶梯的意思。这里有一条全长120公里的从伊犁通南疆的捷径，这条路翻越天山主脊上海拔3600m的哈塔木孜达坂。清代在木查尔特冰川上设有70户专门凿冰梯的人家，因而得名“沙图”，夏特是沙图的转音，意为“阶梯”、“台阶”、“梯道”，也称为“夏塔”。

## 行政区划
夏特柯尔克孜族乡下辖以下村级行政区划单位：
新尼孙上村、新尼孙下村、达布呼尔村、阔斯托别村、玛热勒特村、喀塔尔托别村、塔勒德塔斯阿尔纳村和别斯喀拉盖村。